# USS Halligan (DD-584)
USS Halligan (DD-584) là một tàu khu trục lớp Fletcher được Hải quân Hoa Kỳ chế tạo trong Chiến tranh Thế giới thứ hai. Nó là chiếc tàu chiến duy nhất của Hải quân Mỹ được đặt theo tên Chuẩn đô đốc John Halligan, Jr. (1876-1934), người tham gia các cuộc Chiến tranh Tây Ban Nha-Hoa Kỳ và Chiến tranh Thế giới thứ nhất. Nó hoạt động cho đến gần hết Thế Chiến II, bị đắm do trúng thủy lôi ngoài khơi Okinawa vào ngày 26 tháng 3 năm 1945. Nó được tặng thưởng sáu Ngôi sao Chiến trận do thành tích phục vụ trong Thế Chiến II.

## Thiết kế và chế tạo
Halligan được đặt lườn tại Xưởng hải quân Boston ở Boston, Massachusetts vào ngày 9 tháng 11 năm 1942. Nó được hạ thủy vào ngày 19 tháng 3 năm 1943; được đỡ đầu bởi bà John Halligan, vợ góa Chuẩn đô đốc Halligan; và nhập biên chế vào ngày 19 tháng 8 năm 1943 dưới quyền chỉ huy của Hạm trưởng, Trung tá Hải quân C. E. Cortner.

## Lịch sử hoạt động

### 1943
Sau khi hoàn tất chạy thử máy tại khu vực Bermuda, vào giữa tháng 11 năm 1943, Halligan nhận một nhiệm vụ đặc biệt cùng các tàu khu trục Hall và Macomb. Lực lượng gặp gỡ Iowa giữa Đại Tây Dương, khi chiếc thiết giáp hạm đang trên hành trình đưa Tổng thống Franklin D. Roosevelt cùng đoàn tùy tùng đi tham dự Hội nghị Teheran. Sau khi vượt đại dương an toàn và đi đến Casablanca, lực lượng hộ tống được tách khỏi nhiệm vụ vào ngày 17 tháng 11, làm nhiệm vụ hộ tống và tuần tra chống tàu ngầm ngoài khơi bờ biển Bắc Phi trong vài tuần lễ tiếp theo. Chúng gia nhập trở lại cùng Iowa vào ngày 11 tháng 12, cho chuyến quay trở về của Tổng thống và đoàn tùy tùng, về đến Charleston, South Carolina vào ngày 17 tháng 12.

### 1944
Được điều động sang khu vực Mặt trận Thái Bình Dương, Halligan khởi hành từ Charleston vào ngày 21 tháng 12 năm 1943, đi đến San Diego, California vào ngày 4 tháng 1 năm 1944, và tiếp tục đi đến Trân Châu Cảng vào ngày 11 tháng 1. Trong thành phần Lực lượng Đặc nhiệm 52, nó lên đường vào ngày 22 tháng 1 cho cuộc đổ bộ lên quần đảo Marshall, và từ ngày 31 tháng 1 đến ngày 25 tháng 2, nó hoạt động như một tàu tuần tra và hộ tống trong Trận Kwajalein, tiếp tục tuần tra và hộ tống tại tuyến đầu cho đến khi quay trở về Trân Châu Cảng vào ngày 22 tháng 5. Chiếc tàu khu trục sau đó tham gia thành phần bảo vệ cho các tàu sân bay hộ tống Natoma Bay and Manila Bay, vận chuyển máy bay chiến đấu Lục quân để hỗ trợ cho hoạt động tại Saipan. Sau khi phóng số máy bay này vào ngày 22 tháng 6, lực lượng bị máy bay ném bom bổ nhào Nhật Bản tấn công vào ngày hôm sau.
Sau một giai đoạn tại Trân Châu Cảng, Halligan khởi hành vào ngày 15 tháng 9 để đi đến Eniwetok và Manus thuộc quần đảo Admiralty. Đi đến cảng Seeadler vào ngày 3 tháng 10, nó gia nhập một lực lượng đặc nhiệm được tập trung tại đây cho chiến dịch tái chiếm Philippines. Lên đường vào ngày 14 tháng 10, nó tiến vào vịnh Leyte vào ngày 20 tháng 10, nhanh chóng lọt vào giữa nhiều cuộc không kích của máy bay Nhật Bản đang ra sức đẩy lui cuộc đổ bộ. Trong khi bảo vệ các tàu vận chuyển, nó sống sót qua nhiều cuộc không kích liên tục, có lúc hai quả bom đã xuyên qua ống khói của nó và chạm xuống nước mà không kích nổ. Vào ngày 25 tháng 10, nó bắn rơi ít nhất hai máy bay đối phương, trong đó có một máy bay ném bom hai động cơ; rồi cùng ngày hôm đó, nó rời Leyte để bảo vệ các tàu sân bay hộ tống thuộc "Taffy 3", bị hư hại sau Trận chiến ngoài khơi Samar rút lui. Nó gia nhập cùng các tàu sân bay vào ngày 26 tháng 10, hướng đến Manus thuộc Admiralty, đến nơi vào ngày 1 tháng 11. Đang khi ở lại Manus, nó tham gia nhiệm vụ cứu hộ sau khi chiếc Mount Hood bị nổ vào ngày 10 tháng 11. Nó lên đường đi Leyte hai ngày sau đó, làm nhiệm vụ hộ tống tàu bè đi lại giữa Leyte và Admiralty.

### 1945
Nhiệm vụ tiếp theo của Halligan là hỗ trợ cho cuộc đổ bộ lên vịnh Lingayen. Hoạt động trong thành phần lực lượng hỗ trợ dưới quyền Phó đô đốc Jesse B. Oldendorf, nó rời Palau vào ngày 1 tháng 1 năm 1945, vượt qua eo biển Surigao  vào ngày 3 tháng 1 để tiến vào biển Sulu, đi đến bờ biển phía Đông của Luzon. Xâm nhập sâu vào lãnh thổ còn do đối phương chiếm giữ, hạm đội chịu đựng nhiều đợt tấn công cảm tử Kamikaze. Tàu sân bay hộ tống Ommaney Bay bị hư hại nặng do một cuộc tấn công như vậy vào ngày 4 tháng 1, và sau khi những người sống sót được di tản, nó bị tàu khu trục Burns phóng ngư lôi đánh chìm. Phía Nhật Bản lại tiếp tục những đợt không kích vào ngày hôm sau; cho dù hỏa lực phòng không từ các con tàu đã bắn rơi nhiều máy bay tấn công, máy bay tự sát cũng làm hư hại nhiều con tàu trong đợt tấn công lúc xế trưa. Halligan bắn rơi một chiếc Kamikaze vào ngày 5 tháng 1, rồi gửi đội cứu hộ và kiểm soát hư hỏng sang trợ giúp cho tàu khu trục hộ tống Stafford bị hư hại.
Đi đến ngoài khơi vịnh Lingayen vào ngày 7 tháng 1, Halligan bảo vệ cho các tàu sân bay hộ tống và tuần tra truy tìm tàu ngầm đối phương trong khi diễn ra cuộc đổ bộ lên Lingayen vào ngày 9 tháng 1. Nó tiếp tục ở lại ngoài khơi bờ biển Luzon cho đến ngày 17 tháng 1, khi nó khởi hành đi Leyte tháp tùng một lực lượng sáu tàu sân bay hộ tống. Đi đến vịnh Leyte vào ngày 22 tháng 1, nó lên đường đi Ulithi vào ngày hôm sau và đến nơi vào ngày 25 tháng 1, chuẩn bị cho cuộc đổ bộ tiếp theo lên Iwo Jima.
Được phân công nhiệm vụ bắn phá bờ biển và hỗ trợ hỏa lực, Halligan rời Ulithi vào ngày 10 tháng 2, và sau khi thực hành mô phỏng bắn phá bờ biển tại Tinian thuộc quần đảo Mariana, nó rời Saipan vào ngày 12 tháng 2 để đi Iwo Jima. Vào ngày 17 tháng 2, nó phục vụ như tàu canh phòng ở phía Bắc hòn đảo trong các cuộc không kích và bắn phá chuẩn bị. Lúc bình minh, con tàu đã nổ súng vào một máy bay ném bom hai động cơ Nhật Bản vốn đã tấn công con tàu từ bên mạn trái. Cho dù bị hỏa lực phòng không bắn trúng, chiếc máy bay vẫn cố thả một quả bom lớn xuống cách con tàu 100 yd (90 m) về phía mũi bên mạn trái nhưng không phát nổ. Nó bốc cháy khi bay ngang qua đầu và rơi cách con tàu hơn một dặm.
Halligan tiếp cận Iwo Jima chỉ cách bờ biển khoảng 2.700 yd (2,5 km) vào ngày 19 tháng 2, và khi đợt Thủy quân Lục chiến đầu tiên đổ bộ lên bờ, nó đã cùng các tàu chiến khác hỗ trợ hỏa lực dày đặc, phá hủy một khẩu đội pháo đối phương và nhiều mục tiêu khác. Cuối ngày đó, nó hộ tống các tàu sân bay, và trong thời gian còn lại của giai đoạn làm nhiệm vụ tại Iwo Jima, nó bảo vệ và canh phòng máy bay cho các hoạt động của tàu sân bay.
Là một trong những tàu khu trục cuối cùng rút lui khỏi Iwo Jima, Halligan đi đến Ulithi vào giữa tháng 3, để rồi lại lên đường không lâu sau đó, tham gia hạm đội hùng hậu cho cuộc đổ bộ lên Okinawa, trở ngại cuối cùng trước khi đi đến chính quốc Nhật Bản. Được phân về đơn vị hỗ trợ hỏa lực, nó đi đến phía Tây Nam Okinawa vào ngày 25 tháng 3, bắt đầu tuần tra tại khu vực giữa Okinawa và Kerama Retto, cũng như bảo vệ cho hoạt động của các tàu quét mìn tại khu vực bị đối phương rải thủy lôi dày đặc. 

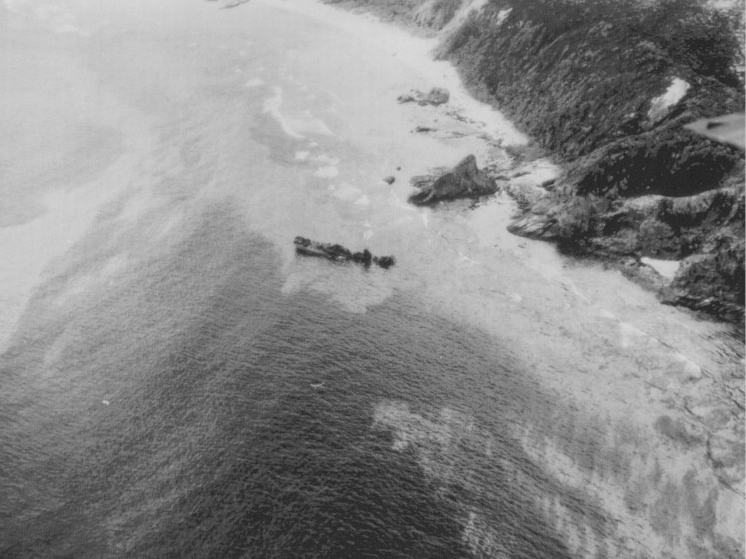
Halligan bị đắm ngoài khơi đảo Tokashiki

Halligan tiếp tục các cuộc tuần tra ngoài khơi vào ngày 26 tháng 3; và lúc khoảng 18 giờ 35 phút, một vụ nổ dữ dội làm rung chuyển toàn bộ con tàu, làm văng mảnh vỡ lên cao đến 200 ft (61 m). Chiếc tàu khu trục đã trúng phải một quả mìn, khiến kích nổ hầm đạn phía trước và hất tung toàn bộ phần phía trước con tàu, bao gồm cầu tàu, cho đến ống khói phía trước. Các chiếc PC-1128 và USS LSM(R)-194 đã nhanh chóng tiếp cận để trợ giúp những người sống sót. Thiếu úy Richard L. Gardner, sĩ quan cao cấp nhất sống sót, tổ chức các hoạt động cứu hộ trong khi chờ đợi được giải cứu, và cuối cùng ra lệnh bỏ tàu khi con tàu trôi nổi một cách vô vọng.
Halligan bị mất trên phân nữa số 300 thành viên thủy thủ đoàn, và chỉ có hai trong số 21 sĩ quan sống sót. Xác tàu bỏ lại đã trôi nổi và mắc cạn tại Tokashiki, một đảo nhỏ về phía Tây Okinawa vào ngày hôm sau. Tên nó được rút khỏi danh sách Đăng bạ Hải quân vào ngày 28 tháng 4 năm 1945; và lườn tàu được giao cho chính quyền quần đảo Ryūkyū vào năm 1957 để tháo dỡ.

## Phần thưởng
Halligan được tặng thưởng sáu Ngôi sao Chiến trận do thành tích phục vụ trong Thế Chiến II.